# るんびにの子供
『るんびにの子供』（るんびにのこども）は、宇佐美まことによる日本のホラー小説。
2006年に第1回『幽』怪談文学賞短編部門大賞を受賞した「るんびにの子供」に加え、書き下ろしの短編を収録している。2007年6月4日にメディアファクトリー〈幽ブックス〉より刊行された。著者のデビュー作である。受賞作に登場する〈るんびに幼稚園〉の名は、釈迦が生まれたとされる地であるルンビニに由来する。
選考委員の東雅夫は、「現代的なホラーサスペンスと怪談との融合を成し遂げた」「超自然の霊異と人の心の悪意がせめぎ合いを演じた果てに、ある恐るべき可能性が浮上するという二重三重の奇計に、ほとほと舌を巻いた」と評している。選考委員の木原浩勝は、「ワンアイデアによるシンプルな点に好感を持った」と評している。

## あらすじ
るんびにの子供
仁美は、40年ほど前、寺に併設された〈るんびに幼稚園〉という幼稚園に通っていた。ある年の春の遠足で、小高い丘陵地へ歩いて行った。丘の向こう側には小さな池があり、ホテイアオイに覆いつくされていた。その池で、仁美は、驚くべきものを目の当たりにする。
柘榴の家
直也は、怜奈のアパートに身を置いていたが、ひと月前に、彼女の父親に追い出され、10日ほど前に窃盗を働いたために逃走していた。買えるだけの距離の切符を買って電車に乗り、見知らぬ駅に降り立つ。
手袋
史子は、英会話塾の事務職員をしている。ある日の夕暮れ時、史子は、犬の散歩をしている途中で、おしゃれで高価そうな黒い手袋を拾う。家に帰ると、妹の沙紀が来ていて、近所で失踪事件が起きたのだという。
キリコ
ある日の午後2時半ごろ、ユイとカナはマクドナルドに来ていた。ユイはチーズバーガーを食べていたが、カナのトレーにはアイスカフェオレのカップしか載っていなかった。一通り近況報告が済むと、修二郎の妻であるキリコについての話題に移る。
とびだす絵本
隆幸は、賃貸しマンションを引き払って、子どものころに預けられていた家に移ってきた。従兄弟の准一からは、主に書庫の中の書籍を整理するように依頼されていた。隆幸は、准一や由香里と過ごした当時のことを思い返す。

## 登場人物
るんびにの子供
仁美 - 主婦。
和子 - 園児。
孝平 - 園児。
圭子 - 仁美の娘。
久典 - 仁美の夫。
柘榴の家
怜奈 - 水商売の女性。
直也 - 怜奈のひも。
トモ - 老婆。
正太郎 - トモの夫。
晴美 - 主婦。
福本 - 民生委員。
手袋
史子 - 英会話塾の事務職員。38歳。
沙紀 - 史子の妹。34歳。
瑛介 - 沙紀の長男。
崇史 - 沙紀の夫。
キリコ
ユイ - 祥三郎の妻。
カナ - 祥三郎の妹。
智（さとし） - カナの夫。
キリコ - 修二郎の妻。
惣一郎 - カナの1番目の兄。
修二郎 - カナの2番目の兄。
祥三郎 - カナの3番目の兄。
とびだす絵本
隆幸 - 元印刷会社社員。
准一 - 隆幸の従兄弟。
由香里 - 隆幸の幼馴染み。